# 普法尔基兴
普法尔基兴（德語：Pfarrkirchen，發音：[pfaʁˈkɪʁçn̩] ⓘ）是德国巴伐利亚州下巴伐利亚行政区罗特河谷-因县的城市，也是罗特河谷-因县的县治，面积52.35平方千米，2023年12月31日人口为13,694人。

## 友好城市
- 法國 普罗旺斯地区圣雷米（1991年）
- 瑞士 卢塞恩罗特河谷（Luzerner Rottal）地区市镇：魯斯維爾、埃蒂斯維爾、布蒂斯霍爾茨、大旺根（1997年）
- 義大利 圣温琴佐（1998年）